# 灰小蹄蝠
灰小蹄蝠（学名：Hipposideros cineraceus），一种分布于巴基斯坦、印度、东南亚及中国广西等地区的蝙蝠，隶属于蹄蝠科蹄蝠属。

## 形态特征
灰小蹄蝠体型很小，前臂长33～37毫米。背毛灰褐而微白，毛基灰白色，毛尖偏黄至暗褐；腹毛颜色较浅，毛基至毛尖几乎群为灰白色。